# Blink-182

Früheres Band-Logo

Blink-182 (Aussprache: „blink one eighty-two“; Eigenschreibweise blink-182) ist eine US-amerikanische Rock-Band aus San Diego, die 1992 von Mark Hoppus, Tom DeLonge und Scott Raynor unter dem Namen Blink gegründet wurde. Der internationale Durchbruch gelang 1999 unter der Besetzung Hoppus, DeLonge und Travis Barker, der Raynor im Jahr zuvor abgelöst hatte, mit dem mit Fünffach-Platin ausgezeichneten Album Enema of the State und der Singleauskopplung All the Small Things.
Nach vier kommerziell erfolgreichen Alben und unzähligen Auszeichnungen entschied sich die Band 2005 für eine Unterbrechung. Tom DeLonge gründete die Band Angels & Airwaves, während Mark Hoppus und Travis Barker zusammen bei +44 spielten. Im Februar 2009 verkündeten sie ihre Wiedervereinigung. DeLonge wurde 2015 für sieben Jahre durch Sänger und Gitarrist Matt Skiba ersetzt, schloss sich der Band 2022 aber wieder an, die daraufhin ein neues Album und eine Welttournee ankündigte. Das Maskottchen von Blink-182 ist ein Hase, der ein schwarzes Shirt mit dem Blink-Logo trägt.

## Bandgeschichte
Mark Hoppus, der gerade erst nach San Diego gezogen war und E-Bass spielte, lernte 1992 über seine Schwester Tom DeLonge kennen, der in einer Garagenband namens Big Oily Men, die keine festen Mitglieder hatte, Gitarre spielte. Noch in der ersten Nacht spielten DeLonge und Hoppus zusammen den Song Carousel ein. Nach eigener Aussage passten die beiden von Anfang an perfekt zusammen. Als Schlagzeuger fanden sie bald Scott Raynor, einen Metal-Fan aus derselben Wohngegend. Zusammen mit Raynor war die Band komplett und gründete sich unter dem Namen Duck Tape. Bereits Ende 1992 hatte die Band ihren eigenen Stil entwickelt, der zwar an Vorbilder wie The Cure oder NOFX angelehnt war, doch eigene Charakteristika hatte. In Raynors Schlafzimmer nahmen Duck Tape ihr erstes Demo-Tape auf, das den Namen Flyswatter (deutsch „Fliegenklatsche“) trug.
Teilweise kamen bis zu 150 Skater zu den Shows, bei denen die Band auch ihre Tapes verkaufte. Hoppus arbeitete zu dieser Zeit in einem Plattengeschäft. Da der Manager des Geschäftes dieselbe Musik hörte, zeigte Hoppus ihm das Demo-Tape und die Band bekam dadurch die Möglichkeit, unter besseren Bedingungen ein neues Demo-Tape aufzunehmen, welches den Namen Buddha trug. Buddha wurde von Kung Fu Records veröffentlicht und stellt somit die erste offizielle Veröffentlichung der Band dar. 1998 erschien dieses Album auf CD mit fast denselben Songs wie auf dem Original noch einmal als remasterte Version. Es ist noch immer im Handel erhältlich. Die Band tourte weiterhin durch San Diego und Umgebung und verkaufte die Demos. Dadurch wurden Cargo Records und Grilled Cheese Records auf sie aufmerksam und gaben ihnen die Chance, ein Album im Studio aufzunehmen.

### Die Anfänge

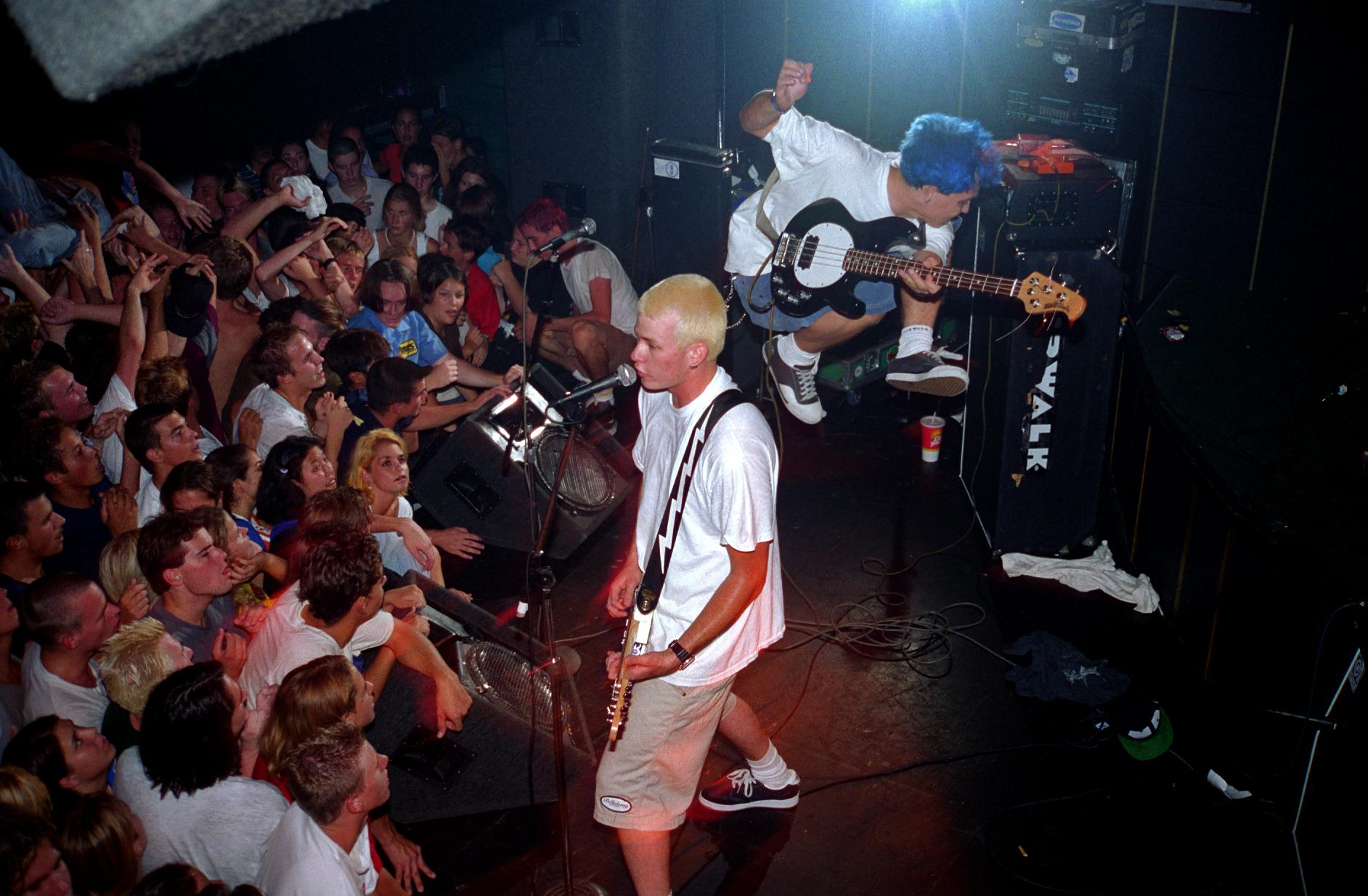
Blink-182 bei einem Auftritt 1995

Das erste Album kam 1994 unter dem Namen Cheshire Cat auf den Markt, dabei nannte sich die Band Blink. Da es allerdings bereits eine irische Band gab, die diesen Namen trug, mussten sie ihren Namen ändern und wählten den Zusatz „-182“. Über die Hintergründe dieser Zahl gibt es zahllose Gerüchte und Spekulationen; sie reichen von der Anzahl der sieben schmutzigen Wörter in dem Film Scarface, der Flugnummer des 1978 über San Diego abgestürzten Pacific-Southwest-Airlines-Fluges 182, den Koordinaten ihrer Wohnorte, das Gewicht eines Bandmitglieds, bis hin zur Summenbildung aus ihren Geburtstagen. Tatsächlich haben sich Blink-182 allerdings dahingehend geäußert, dass die Zahl 182 zufällig zustande kam und wegen der „ansprechend klingenden [englischen] Betonung“ gewählt wurde. Cheshire Cat verkaufte sich über 300.000-mal und steigerte den Bekanntheitsgrad der Band enorm.
Das erste Video der Band war M+M’s und wurde mit einem Budget von 10.000 US-Dollar erstellt. 1995 wurde es von MTV wegen diverser Obszönitäten von der Ausstrahlung ausgeschlossen und die Band vom Sender verbannt. Darauf folgte ein etwas jugendfreieres Video für M+M's. Mittlerweile gab die Band erste größere Konzerte mit Incubus, Face to Face und Pennywise.
1997 veröffentlichten sie das Album Dude Ranch, welches Gold- und Platin-Status erreicht. Der Song Dammit blieb ein Jahr in den Billboard Top 100 Alternative Charts und die Band schaffte in den USA den Durchbruch.

### Trennung von Schlagzeuger Scott Raynor
Bei der SnoCore-Tour im Jahre 1998 gab es eine Meinungsverschiedenheit zwischen Raynor und den beiden anderen Bandmitgliedern. Auf den Streit folgte die Trennung von Raynor von der Band. Nach seinem Austritt spielte Raynor in diversen anderen, relativ unbekannten Bands. Er arbeitet heute als Polizist für das San Francisco Police Departement.
Da Raynor die Band unmittelbar vor dem, nach eigenen Aussagen, bisher wichtigsten Konzert ihrer Laufbahn verließ, mussten Hoppus und DeLonge so schnell wie möglich einen Ersatz finden. Sie trafen vor ihrem Auftritt Travis Barker, der mit seiner Band The Aquabats an diesem Abend vor Blink-182 ein Konzert gab. Er sagte zu, an diesem Abend für sie als Schlagzeuger zu spielen. Er lernte die Lieder in nur 45 Minuten und spielte sie während des Konzertes perfekt, sodass Hoppus und DeLonge ihn fragten, ob er in die Band eintreten wolle, und Barker sagte, er würde für Blink-182 solange drummen, bis deren alter Schlagzeuger zurückkomme. Nach einem Monat sagten Hoppus und DeLonge zu Barker, dass Raynor nicht mehr zurückkomme und Barker wurde zum neuen Drummer der Band.

### Internationaler Durchbruch
1998 wurde das Album Enema of the State zusammen mit Travis Barker aufgenommen. Der Titel des Albums ist ein Wortspiel aus „Enemy of the State“ (Staatsfeind) und „enema“ (Einlauf). Ein ähnliches Wortspiel verwendete auch die Band Tool bei ihrem Album Ænima.
Das Album bedeutete den endgültigen Durchbruch. Der Erfolg von Enema of the State war auch ein Grund dafür, dass die Band im Jahr 2000 – acht Jahre nach ihrer Gründung – durch den Musiksender MTV zum „Best New Act 2000“ gewählt wurde. Während die ersten beiden Singleauskopplungen What’s My Age Again? und All the Small Things kommerziell erfolgreich waren (das Video zu What’s My Age Again? verursachte zudem einen Skandal, da die Bandmitglieder nackt durch eine Stadt liefen), erlangte die dritte Single Adam’s Song große Beachtung durch ihre Thematik: Mark Hoppus schrieb den Titel über das Thema Suizid, nachdem Blink-182 von der Mutter eines Selbstmörders eine E-Mail erhalten hatte und darin einer Mitschuld am Tod ihres Sohnes bezichtigt worden war. Auf die Anschuldigung der Mutter sagte Hoppus in einem Interview:

„In dem Lied heißt es eindeutig: In jeder noch so beschissenen Situation gibt es einen Ausweg. Ich sehe mich überhaupt nicht im Zusammenhang mit diesem Suizid.“

Ende 2000 erschien das Livealbum The Mark, Tom and Travis Show (The Enema Strikes Back!), welches den bei den Fans sehr beliebten Song Family Reunion beinhaltet, und vor allem Amerikaner durch die häufige Verwendung der „sieben schmutzigen Wörter“ provoziert.
Im Jahr 2001 erschien das kommerziell sehr erfolgreiche Album Take Off Your Pants and Jacket, das u. a. Platz eins in den USA und Deutschland erreichte. Das Album enthält sowohl Songs mit dem typisch unkonventionell-provokanten Humor der Band (z. B. Happy Holidays, You Bastard), aber auch nachdenkliche Songs wie Stay Together for the Kids oder Give Me One Good Reason.
Im Jahr 2002 nahm Blink-182 an der Pop-Disaster-Tour zusammen mit Green Day und Jimmy Eat World teil.

### Neue Wege

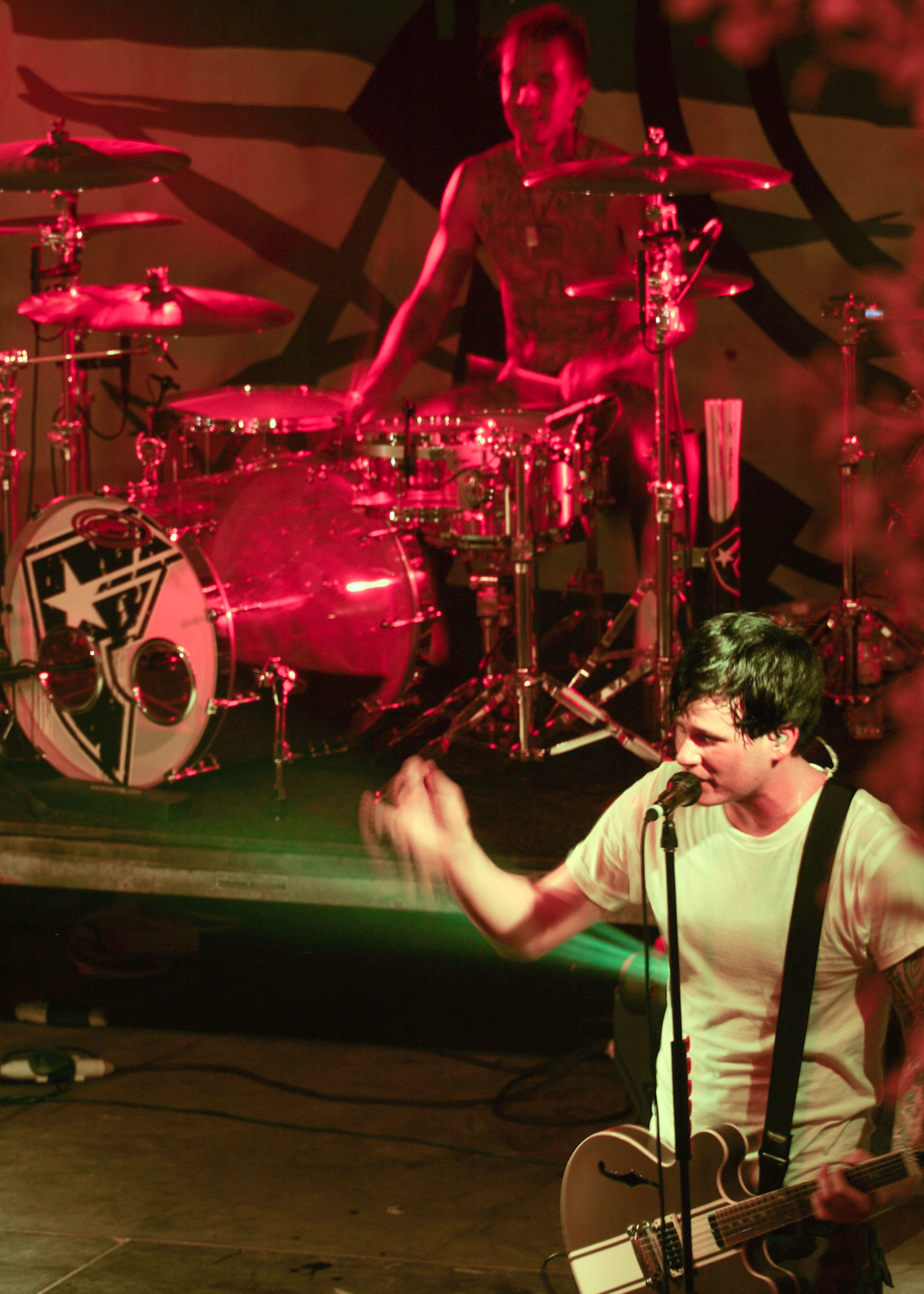
Live-Auftritt für Soldaten der US Navy und deren Familien in Bahrain (2003)

In der Zwischenzeit hatten sich die Bandmitglieder mit einigen eigenen Projekten musikalisch weitergebildet oder auf andere Wege begeben wie z. B. Tom DeLonge und Travis Barker mit dem Projekt Box Car Racer, das um einiges ernster ist als Blink-182. Barker konnte seine Leidenschaft zum Hip-Hop bei The Transplants ausleben. Mark Hoppus blieb dem Pop-Punk treu und war Gastsänger bei Simple Plan (I’d Do Anything) und The Ataris. Box Car Racer löste sich 2003 wieder auf, um Blink-182 zu erhalten, da Hoppus sich von DeLonge und Barker ausgeschlossen fühlte.
Auf dem 2003 erschienenen Album mit dem Bandnamen als Titel beweist die Band viel Abwechslungsreichtum. Es ist von ruhigen, melancholischen Songs (I Miss You, I’m Lost Without You) über einen Gastauftritt von Robert Smith (The Cure) (All of This) bis zu Up-tempo-Nummern (Stockholm Syndrome, Go, Feeling This) alles zu finden.

### Auszeit

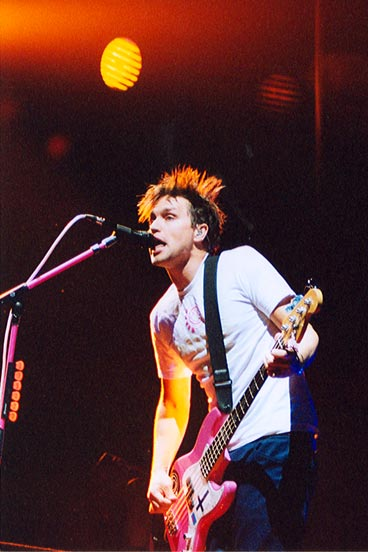
Mark Hoppus bei einem Konzert (2004)

Im Februar 2005 wurde bekannt, dass die Band auf unbestimmte Zeit pausieren wolle, um mehr Zeit mit ihren Familien verbringen zu können. Offiziell hatten sie sich nicht aufgelöst, es war aber von einem „Hiatus“, also einer Unterbrechung, die Rede. Es soll einen Streit zwischen Hoppus und DeLonge gegeben haben, da DeLonge nach dem erfolgreichen Projekt mit Box Car Racer angeblich ein neues Angebot bekam, was er jedoch ablehnen wollte. Hoppus missverstand dies jedoch und dachte, DeLonge wolle das Angebot annehmen, und so gab es einen Streit, der letztendlich zur Pause führte. Das Ende von Blink-182 war offen, jedoch sagte DeLonge bereits in einem Interview, wie sehr er Hoppus und Barker vermissen würde, eine Zusammenkunft der Band in der Zukunft sollte also nicht ausgeschlossen werden.
Travis Barker hatte zusammen mit seiner Ex-Ehefrau Shanna Moakler („Miss America 1995“) eine eigene MTV-Show namens Meet the Barkers, eine Reality-Show im Stile von The Osbournes. In der Show zeigten sie sich immer als ein harmonisches Ehepaar, jedoch kriselte es in der Ehe, bis sie sich schließlich scheiden ließen. Ab dem 19. März 2007 waren sie zwischenzeitlich wieder ein Paar. Mittlerweile sind sie aber wieder getrennt.
Travis Barker und Mark Hoppus haben 2005 zusammen mit Carol Heller (Ex-Mitglied der Girl-Band Get the Girl) die Band +44 gegründet. 2006 verließ Carol Heller die Band, um sich um ihre Familie zu kümmern. Im Song Make You Smile ist sie zu hören. Danach kamen noch Shane Gallagher und Craig Fairbaugh dazu. Ausgerechnet an Tom DeLonges Geburtstag im Dezember 2005 veröffentlichte +44 ihr erstes Lied auf ihrer Webseite, textlich gesehen brachte das Lied sicherlich viele Fans zum Nachdenken: Falls Hoppus’ Zeilen an DeLonge gerichtet waren, dann konnten sie nur schwerlich auf eine schnelle Wiedervereinigung der Band Blink-182 hoffen. Andererseits wurde ebenfalls vermutet, dass es sich nur um einen PR-Gag handelte.
Auch Tom DeLonge begann im Jahr 2005 ein neues Projekt namens Angels & Airwaves, das einen völlig anderen Weg einschlug und im Bereich Rock anzusiedeln war. Bei dieser neuen Band spielten außerdem der Gitarrist David Kennedy, der schon zusammen mit DeLonge bei Box Car Racer mitwirkte, sowie der Bassist Ryan Sinn von The Distillers und Drummer Atom Willard der bekannten Punkrock-Band The Offspring.
Im Herbst 2005 wurde ein Greatest-Hits-Album veröffentlicht. Auf dem Album befinden sich die bekanntesten Songs der letzten 14 Jahre sowie die vorherigen B-Seiten Not Now und Another Girl, Another Planet.

### Wiedervereinigung oder endgültige Auflösung?
Erste Hoffnungen auf eine Wiedervereinigung der Band kamen auf, als Tom DeLonge in einem Interview auf die Frage bezüglich des Kontaktes zu Mark Hoppus und Travis Barker äußerte:

“I haven't spoken to them since I left. I needed not to talk to them. I needed to recreate my life. You know, that (blink-182) was very much an exciting and amazing part of my life. But I don't miss the blink days. In the future, I'm sure we'll come back together. I'd be honored if I could share the stage with the guys (Mark und Travis) again, […].”

„Ich habe nicht mehr mit ihnen (Mark und Travis) gesprochen, seit wir uns getrennt haben. Ich brauchte eine Auszeit ohne sie und musste mein eigenes Leben neu ordnen. Wissen Sie, blink-182 war ein sehr aufregender und einmaliger Teil meines Lebens. Trotzdem vermisse ich die Zeit mit blink nicht. Ich bin sicher, dass wir in der Zukunft noch einmal zusammenfinden werden. Ich würde mich geehrt fühlen, nochmals mit den Jungs (Mark und Travis) auf der Bühne zu stehen.“

Andererseits wusste man nicht, ob man Interviews wie diese, die eventuell nur auf dem „Papier existierten“ und zur Genüge vorhanden waren, ernst nehmen sollte. Schließlich gab DeLonge folgendes Interview auf dem australischen Musikkanal „Channel V“:

“I'm let it be for a while, but I definitely want to talk to them again obviously. I would love to rebuild my friendship with those guys, they're amazing people.”

„Ich lasse es für eine Weile sein, aber ich will auf jeden Fall wieder mit ihnen sprechen. Ich würde gerne meine Freundschaft mit diesen Typen wieder aufbauen, sie sind fantastische Leute.“

Ein Gerücht besagte, dass man bei vielen Dokumentationen, Nachrichten und wenigen Interviews hörte, dass diese „Trennung“ nur eine „kreative Pause“ gewesen sei. Der Manager der Band bestritt dies. Einen weiteren Hoffnungsschimmer bot aber die Herbstausgabe der Zeitschrift EMP. Es wurden Angels & Airwaves und ihr Album We Don’t Need to Whisper vorgestellt. Ein Interview mit Tom war ebenfalls in dem Artikel vorhanden, in dem er unter anderem bestätigte: „Ich werde bald ein paar sehr unangenehme Gespräche mit Mark führen müssen. Ganz einfach, weil wir ja noch unsere gemeinsamen Firmen haben (die Modelabel Atticus Clothing, Macbeth Footwear und Loserkids). Da müssen wir sehen, wie es weitergeht. Wir haben seit 18 Monaten keinen Kontakt mehr, was ich bedauere. Denn er ist und bleibt der beste Freund, den ich je hatte.“ Mark verkaufte seine Anteile der Firmen jedoch, bevor es zu diesem Gespräch kommen konnte.
Im August 2006 begrub ein Interview mit Mark Hoppus vorerst die letzten Hoffnungen der Fans. Darin beschrieb Hoppus sehr detailliert, wie es zur Trennung gekommen sei, und auch, dass Gitarrist Tom DeLonge schon im Februar 2005 aus der Band ausgestiegen sei.

“[…] The next day our manager called and informed us that, as of today, Tom DeLonge is no longer a member of blink-182.‘ He said not to try and call Tom, that he had already changed his number and didn't want to talk to us. And that is how it ended. After 13 years of being in a band together, hundreds of thousand of miles toured, countless shows played, and seven albums released, Tom didn’t even call to quit the band. He had his manager do it for him. […]”

„[…] Am nächsten Tag rief unser Manager uns an und informierte uns, dass Tom DeLonge von heute an nicht mehr Mitglied von blink-182 wäre‘. Er meinte, dass wir Tom nicht anrufen sollten, dass er bereits seine Telefonnummer geändert habe und nicht mit uns sprechen wolle. Und so endete es. Nach 13 Jahren zusammen in einer Band, hunderttausenden Meilen auf Tour, zahllosen Konzerten und sieben veröffentlichten Alben rief Tom nicht einmal an, um uns von seinem Ausstieg zu informieren. Er hat es seinen Manager machen lassen. […]“

Mark Hoppus schrieb im November 2008 auf seinem offiziellen Blog, dass Tom, Travis und er wieder miteinander sprächen. Auch Treffen hätten schon stattgefunden. Ob es allerdings zu einer Wiedervereinigung von Blink-182 komme, ließ Hoppus offen.

“in the midst of everything else that has happened lately, tom, travis, and i have all spoken together. first through a number of phone calls, and then a couple of weeks ago we all hung out for a few hours. they’ve all been great, very positive conversations. we’re just reconnecting as friends after four years of not talking. it’s a good thing. obviously the first question for a lot of people will be “does this mean a blink-182 reunion?” the answer is none of us know. we haven’t talked about it at all. right now it’s just good for the three of us to see one another, reconnect, and let the past be the past. the events of the past two months supersede everything that happened before. life is too short.”

„Inmitten der Ereignisse, die sich in letzter Zeit zugetragen haben, haben Tom, Travis und ich wieder miteinander gesprochen. Zuerst in mehreren Gesprächen am Telefon und dann, vor ein paar Wochen, hingen wir für ein paar Stunden zusammen rum. Das alles waren sehr gute, positive Gespräche. Wir kommen endlich wieder als Freunde zusammen, nach vier Jahren in denen wir nicht miteinander gesprochen haben. Das ist toll. Für die meisten Menschen stellt sich jetzt natürlich die Frage: „Kommen blink-182 wieder zurück?“ Die Antwort darauf ist: Keiner von uns weiß es. Wir haben darüber noch nicht gesprochen. Jetzt ist es erst mal gut für uns drei, dass wir uns wieder sehen und die Vergangenheit Vergangenheit sein lassen. Die Ereignisse der letzten zwei Monate haben alles was vorher passiert ist verdrängt. Das Leben ist zu kurz.“

Hoppus sprach hier unter anderem die Verluste von wichtigen Menschen in seinem Leben an. Vor allem der Tod von Little Chris, ein Wegbegleiter von Blink-182, der bei einem Flugzeugabsturz, bei dem auch der Schlagzeuger Travis Barker schwer verletzt wurde, ums Leben kam, ging ihm sehr nahe.
Am 5. Februar 2009 gab dann MTV.com bekannt, dass Blink-182 bei den 51. Grammy Awards zusammen auftreten würden.

### Wiedervereinigung

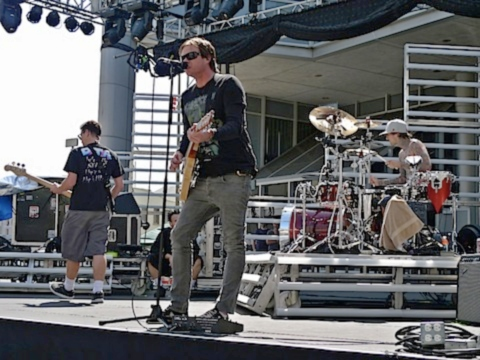
Blink-182 (2009)

Am 8. Februar 2009 gaben Blink-182 auf der 51. Verleihung der Grammy Awards in Los Angeles offiziell bekannt, dass sie zusammen auf Tour gehen und ein neues Album veröffentlichen würden. Am selben Tag wurde ihre Website komplett überarbeitet. Auf ihr veröffentlichte die Band ihre Aussage zur Wiedervereinigung:

“Hi, we're blink-182. This past week there've been a lot of questions about the current status of the band, and we wanted you to hear it straight from us. To put it simply, we're back. We mean, really back. Picking up where we left off and then some. In the studio writing and recording a new album. Preparing to tour the world yet again. Friendships reformed. 17 years deep in our legacy. Summer 2009. Thanks and get ready…”

„Hi, wir sind blink-182. In der letzten Woche kamen viele Fragen über den Zustand der Band auf und wir wollten, dass Ihr es direkt von uns hört. Um es einfach zu machen, wir sind zurück. Damit meinen wir, richtig zurück. Wir machen an der Stelle weiter, wo wir aufgehört haben und wir legen noch einen drauf. Sind im Studio, schreiben und nehmen ein neues Album auf. Wir bereiten alles vor, um ein weiteres Mal durch die Welt zu touren. Freundschaften haben sich wiedergefunden. Wir haben erst 17 Jahre unseres Vermächtnisses hinter uns. Sommer 2009. Danke und bereitet Euch vor …“

Des Weiteren stellt die Band auf ihrer Webseite ein neues Logo vor. Der klassische Smiley wurde mit Chromfarben neu eingefärbt und ein sechster Pfeil wurde hinzugefügt.
Im Februar 2009 wurde zunächst im Internet bekanntgegeben, dass Blink-182 mit Weezer touren werde. Später wurde im Magazin Rolling Stone verkündet, dass auch Fall Out Boy mit Blink-182 auf Tour gehen werde. Erst im Mai 2009 wurden die ersten Tourdaten veröffentlicht; das erste Live-Konzert nach fast fünf Jahren gab die Band am 14. Mai 2009 in Hollywood. Die neue Tour startete am 23. Juli 2009 in Las Vegas und endete am 12. Oktober 2009 mit einem Konzert in Atlantic City. Am 17. August 2009 bestätigte Mark Hoppus, dass für 2010 eine Tour in Europa geplant sei:

“All three of us have agreed to go over to Europe in the next year, so we're going to start planning that out.”

Im Februar 2010 wurde bestätigt, dass Blink-182 im August 2010 auf einem Konzert in Hamburg und auf drei Festivals, dem Area 4, dem Highfield und dem Chiemsee Rocks auftreten würden.
Außerdem spielten sie nach zehn Jahren wieder in Österreich beim Festival Two Days a Week.

### Neighborhoods

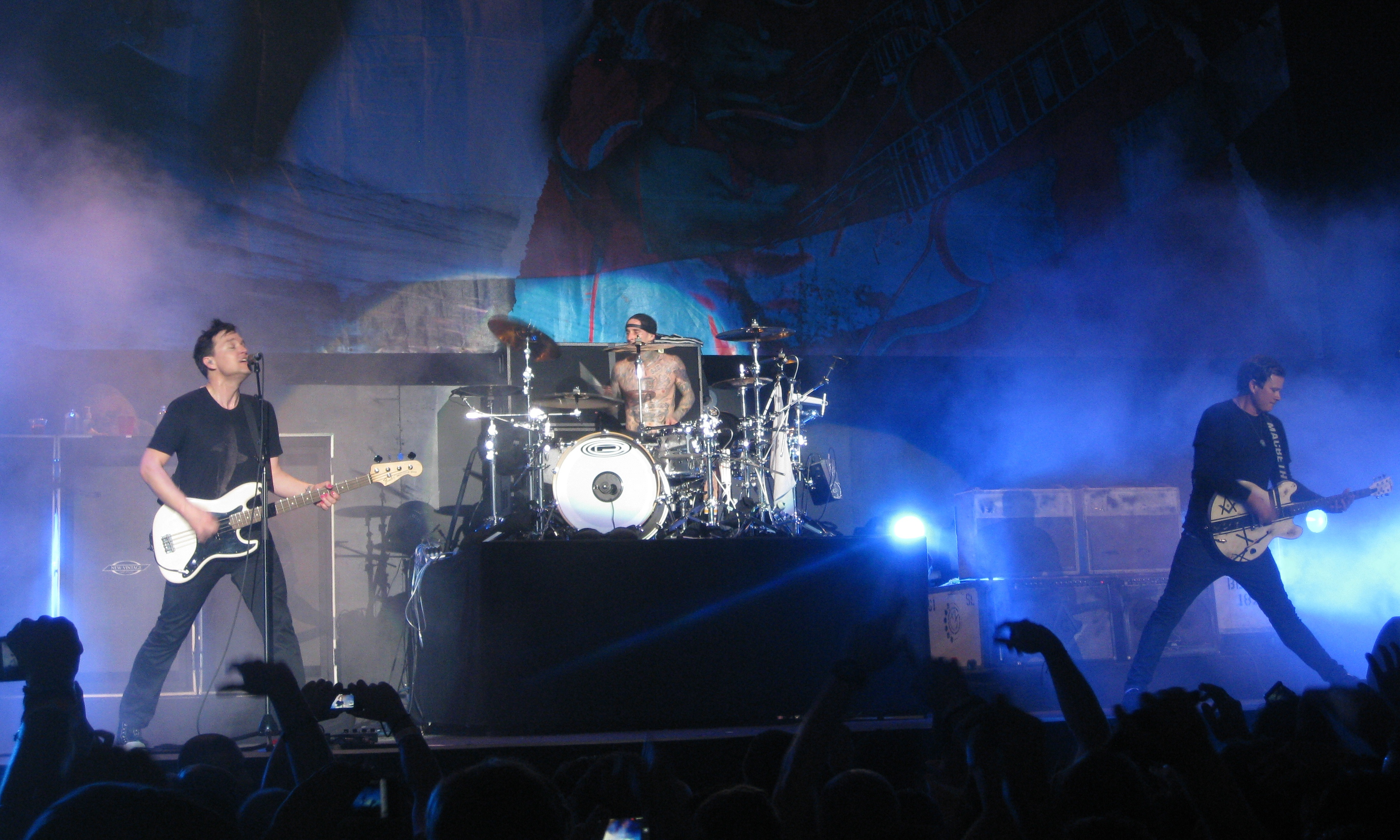
Blink-182 (2011)

Ab Winter 2010/2011 arbeitete die Band an einem neuen Studioalbum, welches ursprünglich im Sommer erscheinen sollte. Mitte April gab die Band bekannt, dass die Veröffentlichung des Albums auf Ende des Jahres verschoben sei sowie die Europatour auf das Jahr 2012. Das Album wurde bis zum 31. Juli fertiggestellt.
Die erste Single des Albums trug den Titel Up All Night und hatte im Juli 2011 Premiere auf dem Radiosender KROQ sowie auf der Website der Band. Während eines Interviews mit dem Radiosender KROQ gab Mark Hoppus bekannt, dass das Album Neighborhoods heißen werde und am 27. September 2011 erscheinen solle. Bereits am 23. September wurde das Album in Deutschland und Australien veröffentlicht, während die Veröffentlichung in den Vereinigten Staaten und weltweit am 27. September folgte. Das Genre des Albums war eher der moderne Alternative-Rock als Pop-Punk. Auch im Sommer 2012 spielte die Band im Rahmen ihrer Europatour mehrere Konzerte in Deutschland und der Schweiz, unter anderem als Headliner des Hurricane und Southside Festival.

### Trennung von Interscope und EP
Am 23. Oktober 2012 gab DeLonge auf seinem Facebook- und Twitter-Profil bekannt, dass Blink-182 ab sofort independent seien, also ihr Label, Interscope, verlassen hätten. Am 18. Dezember 2012 veröffentlichten sie die nur digital erhältliche EP Dogs Eating Dogs, die fünf neue Songs enthielt.
Im Februar und März 2013 ging die Band in Australien auf Tour und spielte neben dem Soundwave Festival noch vier Konzerte entlang der Ostküste mit The Vandals und Sharks. Barker konnte aufgrund seiner Flugangst nicht spielen und wurde für die Tour durch Brooks Wackerman (Bad Religion, Tenacious D) ersetzt.

### Die Jahre mit Matt Skiba

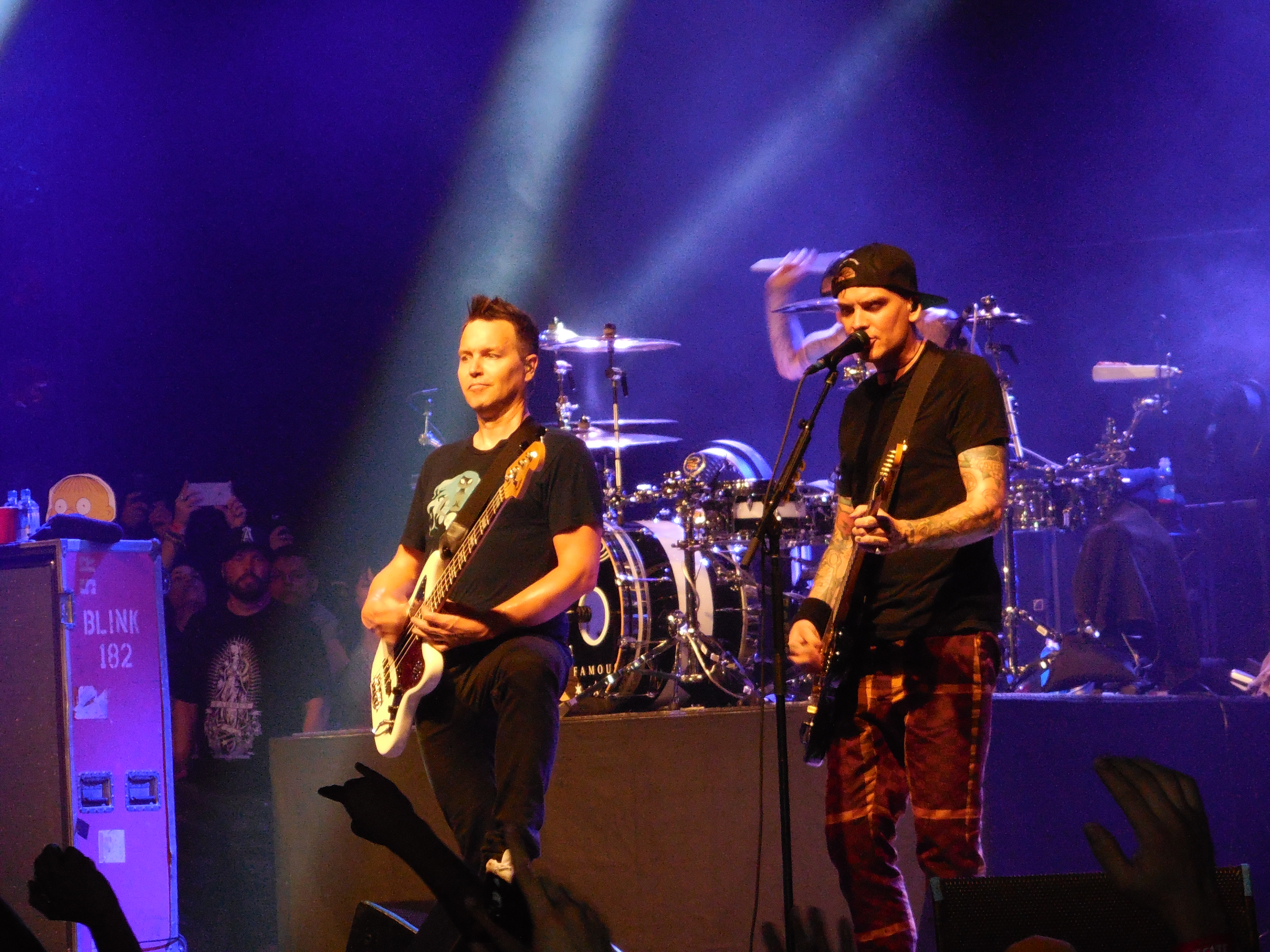
Mark Hoppus mit dem neuen Bandmitglied Matt Skiba (rechts, 2015)

Im Sommer 2014 trat die Band auf einer Reihe von Konzerten in Europa auf, unter anderem bei Chiemsee Summer sowie als Headliner der Reading and Leeds Festivals. DeLonge kündigte über diverse soziale Netzwerke an, dass die Band an einem neuen Album arbeite. Im Januar 2015 gaben Barker und Hoppus den Ausstieg von DeLonge bekannt. Er habe eine Woche vor Beginn der Aufnahmen zum neuen Album die anderen beiden Bandmitgliedern über seinen Manager wissen lassen, dass er bis auf Weiteres kein Interesse an Aktivitäten mit Blink-182 mehr habe. Hoppus und Barker bezeichneten DeLonge daraufhin als „respektlos und undankbar“. Zwei Tage später, am 28. Januar 2015, bestätigte DeLonge die Trennung auf seiner Facebook-Seite und legte die Gründe hierfür in Form eines ausführlichen Briefes offen.
Zitat: „Never planned on quitting, just find it hard as hell to commit.“
Zudem kündigten Barker und Hoppus an, dass für den bereits bestätigen Auftritt beim Musink Music and Tattoo Festival Matt Skiba von Alkaline Trio für DeLonge einspringen werde. Während besagte Shows als „Blink 182 with Matt Skiba“ absolviert wurden, konnten rechtliche Streitigkeiten mit DeLonge geklärt werden, so dass Skiba seit Ende 2015 festes Bandmitglied war und an neuem Material mitarbeitete.
Am 27. April 2016 wurde die neue Single Bored to Death, die von Goldfinger-Gitarrist John Feldmann produziert wurde, im Radio veröffentlicht. Im Sommer 2016 folgte eine Tour durch die Vereinigten Staaten, welche von A Day to Remember, All Time Low und den All-American Rejects begleitet wurde. Am 1. Juli 2016 erschien das siebte Studioalbum California, das erste Album ohne Gründungsmitglied Tom DeLonge. Am 19. Mai 2017 erschien California als Deluxe-Edition, inklusive zwölf neuen Liedern.
Am 6. Mai 2019 kündigte die Band eine Tour mit dem Rapper Lil Wayne und der walisischen Pop-Rock-Band Neck Deep an. Am darauffolgenden Tag wurde der Song „Blame it On My Youth“ veröffentlicht.
Im Juli 2019 wurde ein neues Album mit dem Titel Nine angekündigt, das am 20. September 2019 erschien. Im Jahr 2020 veröffentlichte die Band den Song Quarantine, der zu Beginn der Coronapandemie entstanden war.

### Zweite Wiedervereinigung mit DeLonge 2022
Nach Gerüchten über die Rückkehr von DeLonge im Sommer 2022 bestätigte die Band diese am 11. Oktober 2022 über die offiziellen Kanäle. Zudem wurde eine neue Single veröffentlicht und eine Welttournee mit knapp 70 Konzerten angekündigt sowie ein neues Album. Am 21. September 2023 veröffentlichte die Band die Single One More Time und kündigte das Studioalbum One More Time… an, das am 20. Oktober 2023 erschien.

## Diskografie
Studioalben

| Jahr | Titel Musiklabel                                 | Höchstplatzierung, Gesamtwochen, AuszeichnungChartplatzierungen (Jahr, Titel, Musiklabel, Platzierungen, Wochen, Auszeichnungen, Anmerkungen) | Höchstplatzierung, Gesamtwochen, AuszeichnungChartplatzierungen (Jahr, Titel, Musiklabel, Platzierungen, Wochen, Auszeichnungen, Anmerkungen) | Höchstplatzierung, Gesamtwochen, AuszeichnungChartplatzierungen (Jahr, Titel, Musiklabel, Platzierungen, Wochen, Auszeichnungen, Anmerkungen) | Höchstplatzierung, Gesamtwochen, AuszeichnungChartplatzierungen (Jahr, Titel, Musiklabel, Platzierungen, Wochen, Auszeichnungen, Anmerkungen) | Höchstplatzierung, Gesamtwochen, AuszeichnungChartplatzierungen (Jahr, Titel, Musiklabel, Platzierungen, Wochen, Auszeichnungen, Anmerkungen) | Höchstplatzierung, Gesamtwochen, AuszeichnungChartplatzierungen (Jahr, Titel, Musiklabel, Platzierungen, Wochen, Auszeichnungen, Anmerkungen) | Anmerkungen                                                   |
| Jahr | Titel Musiklabel                                 | DE | AT | CH | UK | US | Rock | Anmerkungen                                                   |
| ---- | ------------------------------------------------ | --- | --- | --- | --- | --- | --- | ------------------------------------------------------------- |
| 1995 | Cheshire Cat Grilled Cheese (GRL)                | — | — | — | UK— SilberUK | — | — | Erstveröffentlichung: 17. Februar 1995 Verkäufe: + 60.000     |
| 1997 | Dude Ranch MCA Records (UMG)                     | — | — | — | UK100 Gold · (1 Wo.)UK | US67 Platin · (48 Wo.)US | — | Erstveröffentlichung: 17. Juni 1997 Verkäufe: + 1.330.000     |
| 1999 | Enema of the State MCA Records (UMG)             | DE18 (35 Wo.)DE | AT6 Gold · (18 Wo.)AT | CH13 Gold · (40 Wo.)CH | UK15 Platin · (38 Wo.)UK | US9 ×5Fünffachplatin · (86 Wo.)US | — | Erstveröffentlichung: 1. Juni 1999 Verkäufe: + 15.000.000     |
| 2001 | Take Off Your Pants and Jacket MCA Records (UMG) | DE1 Gold · (27 Wo.)DE | AT3 (18 Wo.)AT | CH4 Gold · (30 Wo.)CH | UK4 Platin · (34 Wo.)UK | US1 ×2Doppelplatin · (58 Wo.)US | — | Erstveröffentlichung: 11. Juni 2001 Verkäufe: + 14.000.000    |
| 2003 | blink-182 Geffen Records (UMG)                   | DE14 Gold · (25 Wo.)DE | AT16 (21 Wo.)AT | CH17 (21 Wo.)CH | UK22 Platin · (46 Wo.)UK | US3 Platin · (47 Wo.)US | — | Erstveröffentlichung: 15. November 2003 Verkäufe: + 7.000.000 |
| 2011 | Neighborhoods Interscope Records (UMG)           | DE6 (5 Wo.)DE | AT7 (4 Wo.)AT | CH11 (5 Wo.)CH | UK6 Gold · (5 Wo.)UK | US2 (14 Wo.)US | Rock1 (17 Wo.)Rock | Erstveröffentlichung: 23. September 2011 Verkäufe: + 100.000  |
| 2016 | California BMG Rights Management (WMG)           | DE3 (11 Wo.)DE | AT2 (11 Wo.)AT | CH3 (8 Wo.)CH | UK1 Gold · (12 Wo.)UK | US1 Gold · (24 Wo.)US | Rock1 (32 Wo.)Rock | Erstveröffentlichung: 1. Juli 2016 Verkäufe: + 675.000        |
| 2019 | Nine Columbia Records (Sony)                     | DE4 (3 Wo.)DE | AT8 (5 Wo.)AT | CH13 (2 Wo.)CH | UK6 (3 Wo.)UK | US3 (3 Wo.)US | Rock1 (4 Wo.)Rock | Erstveröffentlichung: 20. September 2019 Verkäufe: + 202.000  |
| 2023 | One More Time… Columbia Records (Sony)           | DE2 (6 Wo.)DE | AT2 (7 Wo.)AT | CH2 (4 Wo.)CH | UK2 Silber · (4 Wo.)UK | US1 (6 Wo.)US | Rock1 (4 Wo.)Rock | Erstveröffentlichung: 20. Oktober 2023 Verkäufe: + 100.000    |

grau schraffiert: keine Chartdaten aus diesem Jahr verfügbar

## Auszeichnungen

### Grammys
- 2017: Best Rock Album für California (Nominierung)[31]

### MTV Video Music Awards
- 2000: Best Group Video für All the Small Things
- 2000: Best Pop Video für All the Small Things (Nominierung)
- 2000: Video of the Year für All the Small Things (Nominierung)[32]
- 2002: Best Group Video für First Date (Nominierung)
- 2020: Best Rock für Happy Days (Nominierung)
- 2020: Best Music Video from Home  für Happy Days (Nominierung)[33]

### MTV Europe Music Awards
- 2000: Bester Newcomer[34]
- 2001: Bester Rock Act

### Kerrang! Awards
- 2000: Bestes Video für All the Small Things
- 2004: Bestes Album für Blink-182 (Nominierung)
- 2004: Best International Band (Nominierung)
- 2016: Icon Award[35]

### Kids’ Choice Awards
- 2001: Beste Band

### Teen Choice Awards
- 2000: Choice Rock Group
- 2001: Best Rock Group[36]
- 2004: Choice Love Song für I Miss You[37]